# Pierre Cot
Pierre Cot (Grenoble, 20 novembre 1895 – Coise-Saint-Jean-Pied-Gauthier, 21 agosto 1977) è stato un politico francese.

## Biografia
Fu notato da Raymond Poincaré, che gli offrì la prima esperienza politica alle elezioni legislative del 1924, come candidato dei Repubblicani di sinistra nel dipartimento delle Hautes-Alpes. Sconfitto, iniziò un'evoluzione politica che si sarebbe accentuata con il tempo: dopo un'adesione al Partito Repubblicano-Socialista, nel 1928 fu eletto deputato della Savoia sotto le insegne radicali, ma nel 1951 si sarebbe presentato alle elezioni in una lista comunista, nel Rhône.
La sua carriera governativa iniziò nel dicembre 1932, quando divenne sottosegretario di Stato agli Affari Esteri nel governo di Joseph Paul-Boncour. Nel gennaio 1933 Édouard Daladier gli affidò il ministero dell'Aria, nuovo portafoglio destinato a un importante avvenire. Ottenuto anche il brevetto di pilota, si lanciò con foga nella promozione dell'aviazione e riorganizzò l'aeronautica civile creando la compagnia nazionale Air France. Costretto ad abbandonare la funzione di ministro dopo il 6 febbraio 1934, vi ritornò nel 1936 nel governo del Fronte Popolare, guidato da Léon Blum. Si dedicò allora principalmente alla nazionalizzazione delle industrie aeronautiche. Organizzò anche un aiuto clandestino ai repubblicani durante la guerra civile spagnola. Jean Moulin faceva allora parte della sua squadra. Profondamente scosso dalla sconfitta francese del maggio 1940, nella seconda guerra mondiale, cercò per il resto della sua vita di comprenderne le ragioni e di provare che l'aviazione non fu la causa principale della disfatta. Secondo lui, la sconfitta fu soprattutto dovuta alla mancanza di mezzi finanziari dedicati all'esercito; spiegò queste tesi in un'opera, La guerra economica, apparsa nel 1973.
Scrive Luciano Canfora: "Come è ormai assodato dopo le ricerche di Sabine Jansen, nel corso del suo soggiorno statunitense negli anni della guerra, Cot fu arruolato dai servizi sovietici (tra il '40 e il '42)" con il nome in codice Dedalo.
All'inizio del '44 viene mandato dal generale De Gaulle in missione a Mosca in rappresentanza del Comité de Libération Nationale. Vi resterà fino alla liberazione di Parigi. Nel dopoguerra divenne un "compagno di strada" del Partito Comunista Francese (PCF), tentando così un ritorno alla vita politica. Sotto la Quarta Repubblica fu una delle personalità principali dell'Unione progressista, agglomerato di piccoli partiti usciti dalla Resistenza e vicini al PCF.
Fu anche membro dell'ufficio direttivo del "Movimento della pace", dove si batteva per un "neutralismo attivo" nel contesto della guerra fredda. Ottenne il premio Stalin per la pace nel 1953.
La sua carriera politica a livello nazionale ebbe termine con il maggio 1968, continuò a ricoprire cariche locali in Savoia fino al 1973.
La più importante e probabilmente completa biografia su Pierre Cot è stata pubblicata nel 2002 in Francia dall'editore Fayard ed è opera di Sabine Jansen (Pierre Cot, un antifasciste radical).

## Incarichi governativi
- Sottosegretario di Stato agli Affari Esteri del governo Joseph Paul-Boncour (dal 18 dicembre 1932 al 28 gennaio 1933)
- Ministro dell'Aria del primo governo Édouard Daladier (dal 31 gennaio al 24 ottobre 1933)
- Ministro dell'Aria del primo governo Albert Sarraut (dal 26 ottobre 1933 al 24 novembre 1933)
- Ministro dell'Aria del secondo governo Camille Chautemps (dal 26 novembre 1933 al 27 gennaio 1934)
- Ministro dell'Aria del secondo governo Édouard Daladier (dal 30 gennaio al 7 febbraio 1934)
- Ministro dell'Aria del primo governo Léon Blum (dal 4 giugno 1936 al 21 giugno 1937)
- Ministro dell'Aria del terzo governo Camille Chautemps (dal 29 giugno 1937 al 14 gennaio 1938)
- Ministro del Commercio del quarto governo Camille Chautemps (dal 18 gennaio al 10 marzo 1938)
- Ministro del Commercio del secondo governo Léon Blum (dal 13 marzo all'8 aprile 1938)

## Altri incarichi
- Deputato radicale della Savoia (1928-1942)
- Deputato (radicale, poi repubblicano) della Savoia (1945-1951)
- Deputato (repubblicano) del Rhône (1951-1958)
- Deputato (apparentato comunista) di Parigi (1967-1968)